# Grimsta, Ärentuna socken
Grimsta är en by i Ärentuna socken, Uppsala kommun.
Byn omtalas i skriftliga handlingar första gången 1371 ('i Grimsta') då Ragna Brynjolfsdotter i Viggeby, Danmarks socken gav sin son "godset" Grimsta, som hennes avlidne man gett henne i morgongåva. En bonde i byn nämns som vidervaruman 1438, och vid räfteting tilldömdes väpnaren Peder Larsson en gård i Grimsta, som hans far olagligen bytt bort. Johan Slaweka ägde 1472 en gård i byn.
Byn omfattade under 1500-talet två mantal skatte, samt två mantal frälse.